# گوییدو زاپا
گوییدو زاپا (به ایتالیایی: Guido Zappa) (زاده ۷ دسامبر ۱۹۱۵ در ناپل - درگذشته ۱۷ مارس ۲۰۱۵ در فلورانس) ریاضیدان و تاریخنگار ریاضیات ایتالیایی بود.
زمینه کاری زاپا نظریه گروه‌ها است. او تحت سرپرستی فرانچسکو سوری درجه دکتری ریاضیات را به دست آورد. او همچنین به هندسه جبری و تاریخ ریاضیات نیز پرداخته است. مثالهایی که او از خم‌های جبری یافت، ایده‌های سوری را تحت تأثیر قرار دادند. او همچنین به تاریخ ریاضیات پرداخته است.